# وزارة التماسك الإقليمي (فرنسا)
وزارة التماسك الإقليمي والعلاقات مع السلطات المحلية (بالفرنسية: Ministère de la Cohésion des territoires et des Relations avec les collectivités territoriales)‏ هي وزارة في حكومة فرنسا مسؤولة عن التخطيط العمراني والإسكان, يشغل منصب الوزير حاليا جويل جيرو من حزب الجمهورية إلى الأمام.